# Maryvonne Garzino
Maryvonne Garzino (12 agosto 1940 – Parigi, 31 dicembre 2014) è stata una cestista francese.

## Carriera
Con la Francia ha disputato i Campionati mondiali del 1964 e i Campionati europei del 1962.